# Dialetto comacchiese
Il dialetto comacchiese (dialàt cmaciais) è un dialetto della lingua emiliana parlato nella città di Comacchio e ricollegato ai dialetti di alcuni comuni limitrofi della provincia di Ferrara.
A causa delle caratteristiche fonetiche e della posizione geografica isolata di Comacchio, il comacchiese risulta una parlata indipendente dal ferrarese, e dunque forma un sottogruppo proprio all'interno dell'emiliano. 
Il linguista Bernardino Biondelli lo ritenne un dialetto ferrarese, seppur con una certa indipendenza: "Il gruppo Ferrarese è meno puro e meno originale degli altri emiliani, non solo pel continuo suo contatto coi Vèneti e coi Lombardi, dai quali trasse notevoli impronte; ma perché surse posteriormente dalla mistura di varie nazioni, che nel corso delle nòrdiche invasioni si rifuggirono nei paludosi polèsini convertiti più tardi nella fèrtile pianura ferrarese. Fra le varie favelle racchiuse in questo gruppo, la sola che serba vestigia originali ed antiche, si è quella del pescatore di Comacchio, di quella prisca Comacula, che molto prima della fondazione di Ferrara sovrastava alle paludi ond’era attorniata, e per le quali ebbe sempre difficile e scarso commercio coi pòpoli circostanti. Di questo dialetto parlato appena da qualche milliajo di rozzi valligiani, sarebbe molto utile impresa il raccorre le più distinte radici e le forme primitive, ciò che invano abbiamo chiesto ad alcuni dotti corrispondenti, non avendo noi potuto fermar qualche dimora in quelle lagune."

## Diffusione
Il comacchiese viene parlato nella sola cittadina di Comacchio (Cmac'); nelle sue frazioni Porto Garibaldi (Magnavache) e San Giuseppe (Funtèane), si presenta invece un dialetto ferrarese ibridato al comacchiese. A ovest, nel comune di Lagosanto (Lag) è presente un dialetto con caratteristiche peculiari e in parte comuni al comacchiese, mentre a nord nel comune di Codigoro (Codgòr) e nella frazione Massa Fiscaglia del comune di Fiscaglia, è presente una parlata ferrarese con caratteristiche proprie della zona e comuni sia a Lagosanto, che a Mesola e Goro, Portomaggiore e Ostellato sono collocate all'interno dell'area del medio ferrarese e pertanto hanno caratteristiche dialettologiche comuni al copparese e al ferrarese cittadino. Le influenze comacchiesi non superano il confine settentrionale del comune, in quanto la parlata di Goro è veneta con alcuni tratti ferraresi; a sud, parallelamente, i dialetti di Longastrino, Anita, Sant'Alberto e Porto Corsini sono pienamente romagnoli. A est il comune di Comacchio è bagnato dal mare Adriatico, importantissimo contatto con Venezia.

## Caratteristiche
In comune con il bolognese e il romagnolo, e a differenza del ferrarese, il sistema vocalico del comacchiese distingue la quantità vocalica e risulta fortemente differenziato a seconda della tipologia di sillaba (chiusa o aperta).

### Vocali
- le /a/ atone tendono a centralizzarsi in [ə], e in fine di parola il fenomeno è tanto forte che gli scrittori locali tendono a rappresentare graficamente il suono con la lettera e: amighe [əˈmiːgə] "amica"
- come in Bolognese sono presenti i dittonghi [ai - au]: taile, mais, dutaur, fiaur [tailə - maiz - duˈtaur - fjaur] "tela, mese, dottore, fiore"
- come in tutti i dialetti emiliano-romagnoli è ben diffusa la sincope delle vocali atone
- in posizione finale /i - u/ brevi dittongano in [əi - øu]: dëi, tëi, löu, piöu [dəi - təi - løu - pjøu] "giorno, tu, lui, più"
- a differenza del Ferrarese (che mantiene la a) e del Bolognese (che la muta in [ɛː]), l'esito di A latina in sillaba aperta è come in Romagnolo un dittongo, tuttavia molto più aperto rispetto al Ravennate: sèale, usdèal, lèane [sæɛlə - usdæɛl - læɛnə] "sala, ospedale, lana"
- a differenza di tutti i dialetti limitrofi, è presente il suono [ə] accentato: dët, avrël, bucalën [dət - əˈvrəl - bucalən] "detto, aprile, vaso da notte"

### Consonanti
- come in ferrarese, manca la distinzione di quantità consonantica
- probabilmente per influenza veneziana, manca la z sorda e sonora, presente nelle aree limitrofe: piase, sità, mèars, viaş, şnéar [pjaːsə - siˈta - mæɛrs - vjaːz - zneər] "piazza, città, marzo, viaggio, gennaio"
- sono presenti alcune metatesi: èrbal, spcadaur [ɛrbəl - spkəˈdaur] "albero, pescatore"
- la /l/ è simile a quella italiana standard e non presenta la forte componente velare tipica del ferrarese
- le sibilanti /s - z/ sono simili a quelle italiane standard, mentre nei dialetti circostanti hanno una pronuncia apico-alveolare

### Morfologia
In comacchiese, in comune con i dialetti dell'Emilia centro-orientale e del Veneto centro-meridionale, il plurale maschile è caratterizzato dalla metafonia. Alcuni dei numerosi mutamenti vocalici sono :
- [aːl → iːə]: bâl / bîe, buratâl / buratîe, fradâl / fradîe, tumbarâl / tumbarîe "bello / belli, anguilla / anguille, fratello / fratelli, sgombro / sgombri"
- [oə → uːə]: fióal / fiûa, póac / pûac "figlio / figli, poco / pochi"
- [ai → iː]: cmaciaiş / cmacîş, maiş / miş "comacchiese / comacchiesi, mese / mesi"
- [au → uː]: fiaur / fiûr, dutaur / dutûr "fiore / fiori, dottore / dottori"
- [ɔ → o]: bòn / bón "buono / buoni"

Gli articoli determinativi sono el, le, i, il [əl - lə - i - il].
Il plurale femminile ha la desinenza -i: il gati, il pìeguri [il gaːti - il piəguri] "le gatte, le pecore".
Oggi, come già detto, i linguisti lo ritengono un gruppo dialettale dell'emiliano, e non va assimilato al ferrarese o al bolognese (al contrario del dialetto della vicina Argenta, per esempio).

## Lessico
Il lessico della parlata comacchiese è ricco di venetismi e di termini propri, in particolar modo a causa dello storico isolamento dell'area. Incomparabilmente vario è il lessico della pesca nelle valli; alcuni degli innumerevoli termini: vugate (piccola rete per smistare i pesci), paradâl (bastone appuntito per spingere le barche nei fondali fangosi), giambàn (punta del paradâl), grisòle (graticcio di canna per intrappolare pesci e anguille), fuşnèn (pescatore di frodo), steşunàs (intemperie che rendono difficoltosa la pesca), guasaròl (tecnica di pesca in cui il pescatore è immerso nell'acqua), baurghe (grosso cesto per raccogliere le anguille), bufùn (pesci morti di freddo), dgòl (trappola che convoglia i pesci in un sacchetto).

## Esempi di dialetto ottocentesco

### La parabola del Figliol Prodigo
Un om al'ghaive du fiù.
'D questi, el più picul diss a sue päder: "Papà, dem le mie purzion che 'm toca!" e 'l päder fé le division tra lur dle sue robe.
Passaa puech giorn, el più pznin miss assiem quel ch'l'aveva e 'l partì per un paes luntan, dove 'l dissipè 'l sue in donn.
E quand el n'avè più nient e vins une grande carestie, cminsipiè a fàregh sentir la miserie.
Alora l'andè e 'l s' miss äl servizzi d'un 'd chel paes, che 'l mandè int una sue campagne a där da magnär ai porch.
E menter l'era là, l'avrie pur vluu magnär 'd chil scors ch'magnäva i porch; ma än jere ensun gh'in dässen.
'Gnuu in lù, el diss: "Quant servitur e jera in cà 'd mie päder ch'aveven del pan in abundanza, e mì e son chì che muer 'd fam!
E 'm muvrò, anderò de mie päder e 'gh dirò: Papà, e i ho pcaa contre 'l siel e contre 'd vù;
E 'n son degn d'esser ciamaa voster fiol; fèm com un di voster servitur".
Pue 'l s'tols sù e 'l vins de sue päder. Quand l'era ancor luntan, el päder el vist e, moss de cumpassion, el gh'cors incontre e 'l gh' saltè al col e l'el basè.
El fiol egh diss: "Papà, e i ho pcaa contre 'l siel e contre 'd vù; e 'n merit più d'esser ciamaa voster fiol".
Alor el päder diss ai sò servitur: "Subit purtèj el sue abit e vstìl; metìgh el sue anel in dide, e il sue scarpe in pie.
Pue condusì un videl grass, mazzàl, magnämel e stèn alegher;
perchè 'stel mie fiol l'era mort e l'è rsuscitaa; el aveva pers, e l'ho truvä". E i cminzè a far feste.
Ere mò int el camp el fiol più grand, e menter el gniva a cà e 'l s'evzinava, el sentì a sunär e a balär.
E 'l ciamè un di servitur e 'l gh' dmandè cosa l'era.
E 'stu rispos "Sue fradel", ch'l'era vgnuu, e che sue päder aveva mazzaa un videl grass, perchè 'l aveva avuu salv.
'Sta cosa el fè muntär in colera, e 'n vleva più endär in cà; ma sue päder, essend vegnuu fuere, l'el preghè.
E 'l fiol e 'gh rispos: "Ech, dop tant an ch'e 'v e ch'e 'n v'ho mai disubdii 'n quel ch'm'avì cmandaa, e 'n m'avì mai daa un cavret per stär in alegrie coi mie amigh".
Ma subit che 'stel voster fiol, ch'ha consumaa quel che ghe avì daa cun dil donn, l'è 'gnuu, avì mazzaa un grass videl".
Ma el päder e 'gh diss: "Fiol, tì ti è semper cun mì, e quel ch'ho l'è tue.
Ma bsugnava fär feste e stär alegher, che 'stel tue fradel l'era mort e l'è rsuscitaa; l'era pers e l'avenn truvaa".

### Una novella di Boccaccio

#### Dialetto di Comacchio
Donche e digh che int i temp del prim re 'd Sipri, dop le cunquiste dle Tere Sänte fate de Gutifré 'd Buglion, ä suzzess che une gentil done 'd Guescogne l'endé in pelegrinagg äl Sepoulcher e che, turnand indrie, erivaa ch'le fu in Sipri, le fu ultregiaa vilenement de di omin scelerät; mutiv per cui eile, doulendes senze endsune cunsulezion, le pensé d'endär ä ricorer del re; ma ägh fu dit de quelcun ch'l'erev pers le fedighe, perchéi el re l'iere d'une vite ecsì fiache e 'csì bone de puech che non soul e 'n vedicäve, metend sote prusess igli ufeis fat äi äter, ma änzi el supurtäve con une viltà vituperevole chigli infinit ingiuri 'ch gh'iere fat ä lù. Tänt che quelunque ch'l'ess une quälche räbie 'd denter, el le sfugäve fegandegh ä lù une quälche ingiurie o un quälch scoren. Le done, sentend 'ste cosse, dspraa d'en pseres vendicär, per ever pur un quälch sfogh dle sue pession, le stebilì 'd vrer punzer la viltà 'd stel re. E, pienzend, l'endé devänti al re, e le 'gh diss: "Sgnor mie, mi e 'n vien ä le sue presenze perchéi ä m'espete vendete per l'ingiurie ch'm'è staa fate; ma per sfogh ed quele e 't pregh t'm'insign com tì 't sofer queli ch'e sent ch'i 't fa ä tì perchéi, imperand de tì, mì e puesse supurtär pezientement le mie; le quäl, el sa Idiu se, quänd el psess fär, e le dunerev vluntiere ä tì, del mument che tì t'il sa supurtär ecsì ben".
El re, che fin ä chel punt l'iere staa lent e pigher, quäsi che 'l s'edsiäss elore, cuminziand de l'ingiurie fate ä 'ste done, che lù el vendiché fourtement, el dventé persecutour rigourosissim d'ugnun che de chel gioren el coumetess quälche cosse contr'ä l'ounour dle sò couroune.

#### Dialetto di Codigoro
E dich dünche che int i temp del prim re 'd Sipro, dop le cunquiste fate dle Tere Sänte de Gutifré 'd Buglion, è sussest che une gentil done 'd Guescogne l'endé in pelegrinagg äl Sepülcher e, turnand indrie, erivaa in Sipro, le fu vilenement ultregiaa de sert selerät; e per quest dulendes eile senze cunsulezion, le pensé d'endär ä ricorer al re. Ma i 'gh diss che 's perdrev le fedighe, perchéi lü l'iere un om sì trescuraa e tänt péch 'd bon che non sül e 'n vendicäve con giustizie l'ünte fate äi äter, ma con vituperi e viltà el supurtäve queli ch'i ch'feve ä lü stess; sichè chiunque eive dle stisse, el le sfugäve col färegh spet e scoren. Sentend quest le done, en n'evend speränze 'd vendicäres, pr'ever un péch 'd cunsulezion del sé dëspieser, le 's risulvé d'ureir punzer le viltà 'd chel re; e, pienzend devänti ä lü, le 'gh diss: "El mie sgnür, mì e 'n vien devänti a le tue presenze perchéi mi espete vendete dl'ingiurie ch'm'è staa fat; ma, in sudisfezion 'd quele, el pregh che tì 'd m'insign com tì 't sofer queli che mi e sent che 't vien fat perchéi, emiestraa de tì, mì e pésse pesientement supurtär le mie che, el sa el Signür, se mì el pess färel, vuluntiere et dunerev, perchéi tì t'il sa ecsì ben supurtäril"
El re, che fin elüre l'iere staa instupidii, come 'l se tëssiess del son, el cuminsié de le ingiurie fate a 'ste done, che 'l vendiché terribilmente, e 'l dventé un teribil persecutür 'd chiunque de lì evänti el cumetess quelcose cüntre l'unür dle sé curüne.